# Am Kütertor 1 (Stralsund)

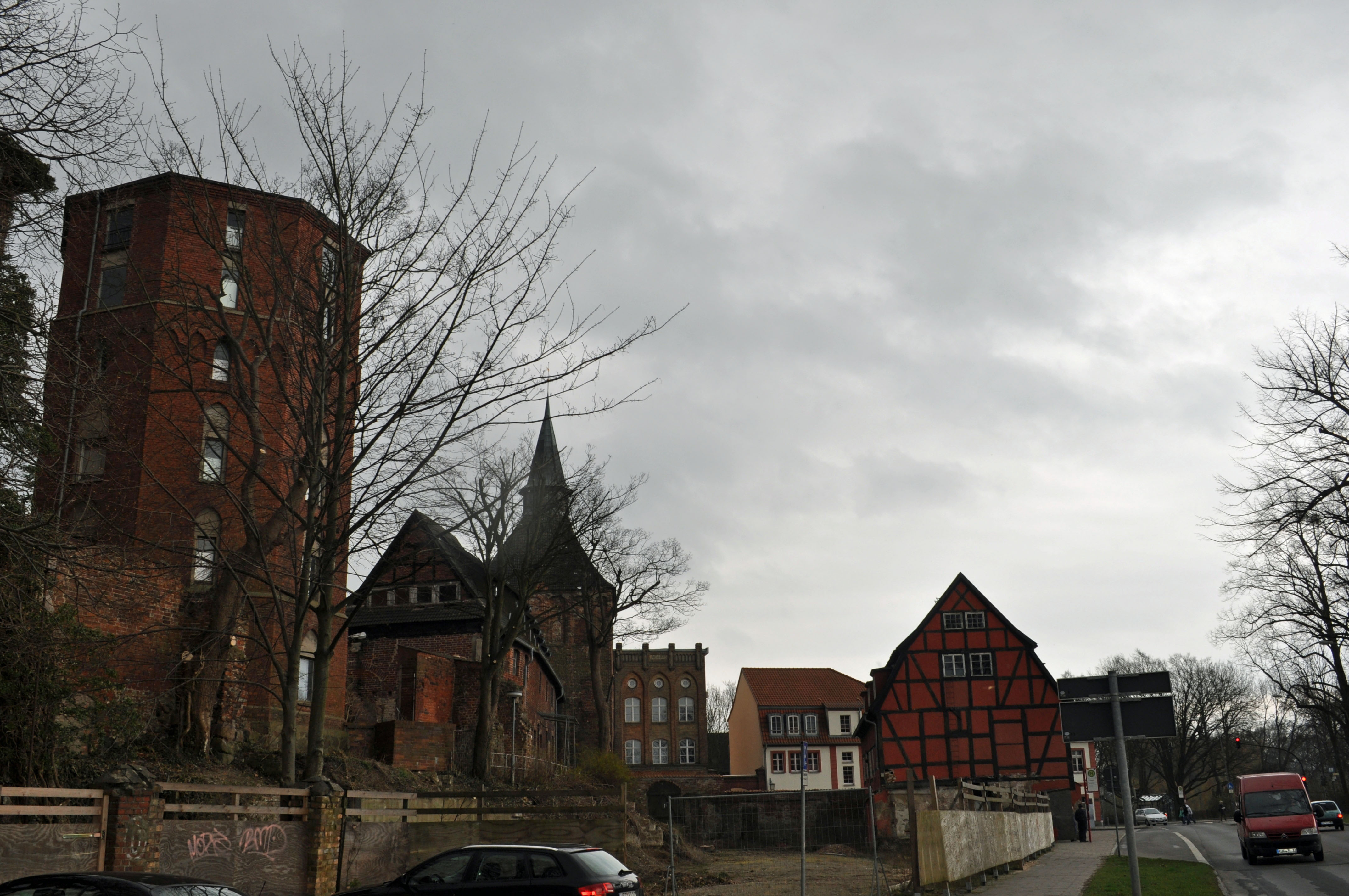
Der Gebäudekomplex Am Kütertor 1 in Stralsund (2012)

Der Gebäudekomplex mit der postalischen Adresse Am Kütertor 1 besteht aus drei denkmalgeschützten Gebäuden in der Hansestadt Stralsund in der Straße Am Kütertor.
Das zweigeschossige Traufenhaus an der Ecke zum Knieperwall wurde um 1690 als Wasserkunst durch den Baumeister Jochim Zwolle errichtet. In dem im Obergeschoss und an der Giebelseite mit Fachwerk gestalteten Gebäude waren die Göpel für die Wasserversorgung untergebracht.
Zwischen diesem Haus am Knieperwall und dem in der Mühlenstraße gelegenen Kampischen Hof wurde im Jahr 1877 die Neue Wasserkunst errichtet, ein achteckiger Turm aus Backstein.
Das Mauerhaus genannte, zweigeschossige Haus direkt am ehemaligen Stadttor ist mittelalterlichen Ursprungs und wurde im Laufe der Zeit mehrfach verändert.
Die Bauten liegen im Kerngebiet des von der UNESCO als Weltkulturerbe anerkannten Stadtgebietes des Kulturgutes „Historische Altstädte Stralsund und Wismar“. In die Liste der Baudenkmale in Stralsund sind sie mit der Nummer 20 eingetragen.
Die Gebäude wurden lange Zeit als Jugendherberge “Am Kütertor” genutzt. Seit dem Jahr 2011 wurden umfangreiche Sanierungs- und Umbauarbeiten an dem Komplex vorgenommen.